# Al-Mustànjid (abbàssida del Caire)
Abu-l-Mahàssin Yússuf al-Mústanjid bi-L·lah —àrab: أبو المحاسن يوسف المستنجد بالله, Abū l-Maḥāsin Yūsuf al-Mustanjid bi-Llāh—, més conegut pel seu làqab com a al-Mústanjid (?-1479), fou califa abbàssida del Caire (1455-1479), sota la tutela dels mamelucs d'Egipte.
Era fill d'al-Mutawàkkil I, el cinquè i darrer de cinc germans que va ser califa. Fou proclamat el 1455 com a successor del seu germà al-Qàïm (1451-1455) i va servir sota sis sultans mamelucs. Quan el sultà al-Màlik adh-Dhàhir Sayf-ad-Din Khúixqadam an-Nassirí al-Muayyadí va pujar al poder el 1461 va posar al califa, als jutges suprems i als generals en arrest a la ciutadella del Caire, per privar al seu rival Janim al-Aixrafí de possibles partidaris que el poguessin legitimar. Janim va morir a Edessa el 1462. Els presoners d'alt rang foren autoritzats a retornar a les seves residències, excepte el califa, que va haver de restar a la ciutadella, on de fet va restar presoner fins a la seva mort el 1479, gaudint però dels mitjans adients a un cap politicoreligiós del seu rang.
Sembla que es dedicava a l'estudi de l'Alcorà i que estava satisfet amb la seva situació.